# With you (ゆずの曲)
「with you」（ウィズ・ユー）は、ゆずの楽曲で、通算35枚目のシングル。2012年5月23日に発売。発売元はセーニャ・アンド・カンパニー。

## 概要
前作の「翔」から約6ヶ月ぶりにリリースした2012年1枚目のシングル。当初4月25日のベストアルバム『YUZU YOU』と同時発売の予定だったが、ベストアルバムを聴きこんでから聴いてほしいということで発売日を延期した。
配信のランキングでは発売から約2 - 3ヶ月後のロンドンオリンピック開催期間中に今作がCMソングである日本生命のオリンピックを題材にしたCMが頻繁にオンエアされたため、10位以内に再浮上した。

## 収録曲
1. with you (5:31)
  - 作詞・作曲：北川悠仁 / Produced by 蔦谷好位置＆ゆず
  - 日本生命CMソング第2弾。
  - イントロのストリングスはバッハ無伴奏チェロ組曲1番『プレリュード』がモチーフになっている。
2. イエス (4:50)
  - 作詞・作曲：岩沢厚治 / Produced by 蔦谷好位置 & ゆず
3. 虹  [Symphonic Orchestra Version]  (6:44)
  - 作詞・作曲：北川悠仁 / Produced by ゆず / 編曲：花坂 響
  - 演奏：中国国立交響楽団
  - 日本生命CMソング
  - オリジナルのものよりも若干テンポが遅くなっている。